# Grete Remen
Pour les articles homonymes, voir Remen.
Grete Remen, née le 16 décembre 1966 à Coursel est une femme politique belge flamande, membre de la N-VA.
Elle est licenciée en droit (VUB, 1990); avocate (1990-91); chef d'entreprise (Damhert Nutrition NV).

## Fonctions politiques
- députée au Parlement flamand :
  - depuis le 25 mai 2014